# 294E busz (Budapest)
A budapesti 294E jelzésű autóbusz a Határ út metróállomás és Gyál, Vecsési út között közlekedik. Gyálon hurokjárati jelleget betöltve a Kőrösi út – Ady Endre utca – Széchenyi István utca – Vecsési út – Kőrösi út útvonalon tárja fel a települést. A csúcsidőszakokban a ritkább megállókiosztással rendelkező 94E pótolja. A viszonylatot a MÁV Személyszállítási Zrt. üzemelteti.

## Története
2006. október 1-jén az 54-es, a 94-es és a 294-es viszonylatok kiváltására három gyorsjáratot és egy expresszjáratot indítottak Gyál és Budapest között. 84-es jelzéssel új járat indult, mely Pestszentimre, központtól a Kisfaludy utcán érte el Gyált. A 89-es jelzésű busz a 294-es busz útvonalán járta körbe Gyált. A 94-es busz több megállóban állt meg, illetve új járat indult 94E jelzéssel, mely a 94-es üzemidején kívül közlekedett és kevesebb megállóban állt meg. 55-ös jelzéssel új alapjárat is indult a Boráros tér és Gyál között. Az 54-es busz változatlan maradt.
A 2008-as paraméterkönyv bevezetése után a 94-es jelzést 294E jelzésre változtatták.
2019. április 8-ától 2022. május 13-áig az M3-as metróvonal felújítása alatt munkanapokon hajnalban 294M jelzéssel a Nagyvárad tér érintésével közlekedett.

## Járművek
A vonalon a 2008-as paraméterkönyv bevezetése után megjelentek az alacsony padlós Volvo 7700A buszok is. 2014. május 29-étől a Volánbusz vette át a járat üzemeltetését Volvo 7900A típusú autóbuszokkal.
2018 áprilisától egészen 2019 decemberéig a vonalon Volvo 7900A Hybrid csuklós buszok is közlekedtek.
2020 őszétől az új generációs Mercedes-Benz Conecto G csuklós buszok is közlekednek a vonalon.

## Útvonala
| Gyál, Vecsési út felé |
| Határ út M vá. – Határ út – szervizút – Tuba utca – Nagykőrösi út – Gyál, Kőrösi út – Ady Endre utca – Széchenyi István utca – Vecsési út – Gyál, Vecsési út vá. |
| Határ út metróállomás felé |
| Gyál, Vecsési út vá. – Vecsési út – Kőrösi út – Budapest, Nagykőrösi út – Határ út – Határ út M vá.                                                              |

## Megállóhelyei
Az átszállási kapcsolatok között a 94E nincsen feltüntetve, mert egymás üzemidején kívül közlekednek.
| 294E (Határ út M ◄► Gyál, Vecsési út) | 294E (Határ út M ◄► Gyál, Vecsési út)                     | 294E (Határ út M ◄► Gyál, Vecsési út) | 294E (Határ út M ◄► Gyál, Vecsési út)                                                           | 294E (Határ út M ◄► Gyál, Vecsési út)                     | 294E (Határ út M ◄► Gyál, Vecsési út) | 294E (Határ út M ◄► Gyál, Vecsési út) | 294E (Határ út M ◄► Gyál, Vecsési út) |
| Perc (↓)                              | Megállóhely                                               | Perc (↑)                              | Átszállási kapcsolatok                                                                          | Létesítmények                                             |                                       |                                       |                                       |
| ------------------------------------- | --------------------------------------------------------- | ------------------------------------- | ----------------------------------------------------------------------------------------------- | --------------------------------------------------------- | ------------------------------------- | ------------------------------------- | ------------------------------------- |
| 0                                     | Határ út M végállomás                                     | 26                                    | 66, 66B, 66E, 84E, 89E, 99, 123, 123A, 142E, 194, 194B 42, 50, 52 626, 628, 629, 660 1080, 1110 | Autóbusz-állomás, Metróállomás, Shopmark bevásárlóközpont |                                       |                                       |                                       |
| 3                                     | Nagykőrösi út / Határ út                                  | 23                                    | 54, 55, 66, 66B, 66E, 84E, 89E, 123, 123A, 148, 254E, 255E 3, 52                                |                                                           |                                       |                                       |                                       |
| 6                                     | Nagysándor József utca (↓) Hunyadi utca (↑)               | 21                                    | 54, 55, 84E, 89E, 99, 151 607, 608, 656, 657, 679                                               |                                                           |                                       |                                       |                                       |
| 9                                     | Kéreg utca (↓) Vas Gereben utca (↑)                       | 19                                    | 54, 55, 68, 84E, 89E                                                                            |                                                           |                                       |                                       |                                       |
| 10                                    | Naszód utca (Használtcikk piac) (↓) Használtcikk piac (↑) | 18                                    | 54, 55, 84E, 89E 607, 608                                                                       |                                                           |                                       |                                       |                                       |
| 11                                    | Szentlőrinci út                                           | 16                                    | 36, 54, 55, 84E, 89E, 198, 254E, 255E                                                           | Dél-pesti autóbuszgarázs                                  |                                       |                                       |                                       |
| *                                     | Szentlőrinci út (gyorsétterem) induló végállomás          | ∫                                     | 36, 54, 55, 84E, 89E, 198, 254E, 255E                                                           | Dél-pesti autóbuszgarázs                                  |                                       |                                       |                                       |
| 14                                    | Kamiontelep                                               | 14                                    | 54, 55, 84E, 89E, 254E                                                                          | Kamion parkoló                                            |                                       |                                       |                                       |
| 15                                    | Zöldségpiac                                               | 13                                    | 54, 55, 84E, 89E                                                                                | Nagykőrösi úti piac                                       |                                       |                                       |                                       |
| 16                                    | Pestszentimre felső vasútállomás                          | 12                                    | 54, 55, 84E, 89E S21                                                                            | Vasútállomás                                              |                                       |                                       |                                       |
| 17                                    | Bethlen Gábor utca                                        | 11                                    | 54, 55, 84E, 89E, 255E                                                                          |                                                           |                                       |                                       |                                       |
| 18                                    | Eke utca                                                  | 11                                    | 54, 55, 84E, 89E                                                                                |                                                           |                                       |                                       |                                       |
| 20                                    | Pestszentimre vasútállomás (Nagykőrösi út)                | 10                                    | 54, 55, 89E, 166, 254E, 255E, 266 S21                                                           | Vasútállomás, Városközpont                                |                                       |                                       |                                       |
| 22                                    | Csolt utca                                                | 8                                     | 55, 89E                                                                                         |                                                           |                                       |                                       |                                       |
| 23                                    | Ár utca (↓) Paula utca (↑)                                | 7                                     | 55, 89E                                                                                         |                                                           |                                       |                                       |                                       |
| 24                                    | Kalász utca                                               | 6                                     | 55, 89E                                                                                         |                                                           |                                       |                                       |                                       |
| Budapest–Gyál közigazgatási határa    |                                                           |                                       |                                                                                                 |                                                           |                                       |                                       |                                       |
| 25                                    | Gyál felső vasútállomás                                   | 5                                     | 55, 89E S21                                                                                     | Vasútállomás                                              |                                       |                                       |                                       |
| 26                                    | Ady Endre utca                                            | 4                                     | 55, 89E 578, 609                                                                                |                                                           |                                       |                                       |                                       |
| 28                                    | Rákóczi Ferenc utca                                       | ∫                                     | 55 578, 609                                                                                     |                                                           |                                       |                                       |                                       |
| 29                                    | Széchenyi utca / Ady Endre utca                           | ∫                                     | 55, 84E 578, 609                                                                                |                                                           |                                       |                                       |                                       |
| 30                                    | Somogyi Béla / Széchenyi utca                             | ∫                                     | 55, 84E 578, 609                                                                                |                                                           |                                       |                                       |                                       |
| 31                                    | Bocskai István utca / Széchenyi utca                      | ∫                                     | 55, 84E 578, 609                                                                                |                                                           |                                       |                                       |                                       |
| ∫                                     | Somogyi Béla utca / Kőrösi út                             | 3                                     | 55, 89E 578, 609                                                                                |                                                           |                                       |                                       |                                       |
| ∫                                     | Bocskai István utca / Kőrösi út                           | 2                                     | 55, 89E 578, 609 S21 (Gyál vasútállomás)                                                        |                                                           |                                       |                                       |                                       |
| ∫                                     | Kőrösi út                                                 | 1                                     | 55 578, 609                                                                                     |                                                           |                                       |                                       |                                       |
| ∫                                     | Szent István utca                                         | 0                                     | 55 578, 609                                                                                     |                                                           |                                       |                                       |                                       |
| 33                                    | Gyál, Vecsési út végállomás                               | 0                                     | 55, 84E 578, 609                                                                                |                                                           |                                       |                                       |                                       |